# 운동화

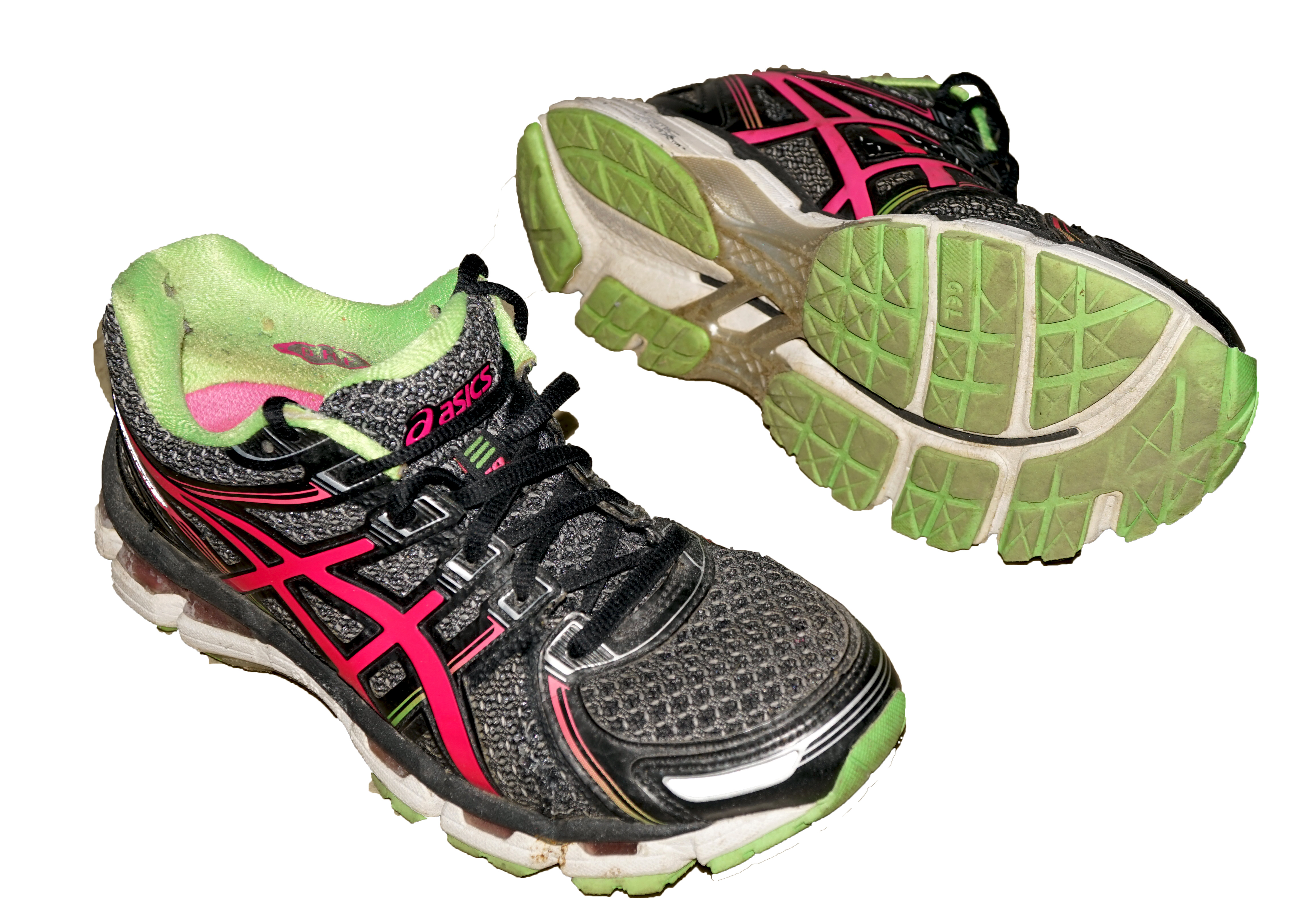
아식스 젤카야노

운동화(運動靴, 영국 영어: trainers, 미국 영어: sneakers)는 운동, 작업 등을 할 때 신는 신발이다. 특별히 스포츠를 할 때는 각각의 종목에 맞는 운동화를 신는다. 

## 같이 보기
- 구두
- 축구화
- 야구화
- 캔버스화

## 운동화의 기본적인 구조
- 갑피

발을 신발바닥에 견고히 지지하며, 또 운동에너지의 손실이나 발의 이탈을 방지하는 것이다. 차로 따지면 보디프레임에 해당한다. 재질은 가죽에서부터 메쉬까지 여러 가지 소재가 이용된다. 여러 방향으로 비틀림이 심한 축구나 테니스와 같은 운동에서는 지지력이 좋은 가죽을 사용하며 러닝화의 경우에는 메쉬를 기반으로 군데군데 프레임을 기초한 가죽들을 사용한다.
- 깔창(이너솔)

발이 닿는 신발바닥 중에 착용감에 가장 큰 영향을 미치는 부분이며 여러 가지 기능성 소재들이 많이 사용된다. 차로 따지면 사람이 앉는 시트에 해당한다. 일반적으로 상용하는 깔창의 경우엔 스펀지 재질을 압축한 소재를 사용하지만, 안에 공기통로를 마련해서 발열량을 줄이기도 하고 쿠셔닝과 착용감을 위해서 메모리폼을 사용하는 고급모델도 있다.
- 중창(미드솔)

신발의 기능적 특징을 담당하는 부분이다. 전체적인 밸런스, 쿠션닝, 탄성 등에 의해 여러 가지 소재가 상용된다. 차로 따지면 쇽업쇼바(완중창치)에 해당한다. 기능성을 염두에 두고 제작되기 때문에 밑창이 닳은 신발은 금방 패여 버리기도 하는 부분이다. 착용감보다는 기능에 중점을 두기 때문에 러닝화에는 각 메이커의 신소재들이 사용되고, 요즘은 항공소재나 에어라 불리는 쿠셔닝 기술들을 적용된다.
- 바닥창(아웃솔)

신발의 내구성, 지지력, 접지력 등 마찰력을 담당하는 부분이다. 차로따지면 타이어에 해당하는 부분이다. 이 부분이 마모되면 마찰력이 적은 바닥에서 접지력이 떨어지고 중창이 손상되어 신발 본연의 기능을 하기 어렵다. 쿠션감에 큰 영향을 끼치지 않기 때문에 물에 묻어도 잘 안 미끄러지고 잘 닳지 않도록 탄소를 근간으로 한 재질이 주를 이룬다.

## 운동화별 세탁 방법
- 면 운동화

여름에 가장 편하게 많이 신는 면 작물로 된 흰 운동화는 다른 소재보다 때가 까맣게 잘 탄다. 또 발목과 뒤꿈치 부분은 누렇게 변하기 쉽다. 세탁할 때는 표백효과가 있는 세제, 그리고 기름때와 음식물 얼룩 등을 잘 지워줄 수 있는 주방세제를 섞어 쓰는 게 효과적이다. 누렇게 변한 운동화는 헹구는 과정에서 식초를 사용한다.
- 스웨이드 운동화

스웨이드 운동화는 다른 소재보다 관리하기 어렵다. 때는 쉽게 타는데 한번 때가 타면 맨 처음 상태로 복구하기 어렵다. 스웨이드는 일단 물이 닿으면 색이 빠지고 표면이 거칠어진다. 그래서 옷의 경우 스웨이드 소재는 물세탁을 안 한다. 운동화의 때를 빼기 위해 물 세탁을 피할 수 없으니 세탁 후 손상을 감안해야 한다. 스웨이드 재질의 운동화는 물에 담가 세탁하기 보다는 젖은 수건 등으로 표면을 적신 후 주방세제로 표면을 살살 문질러 때를 빼낸다. 이때 부드러운 스펀지를 사용해 살살 문질러 준다. 거품을 제거할 때도 물에 푹 담그기 보다는 젖은 수건으로 여러 차례에 걸쳐 거품이 나오지 않을 때까지 닦아준다.